# محمدعلی بیراند
محمدعلی بیراند (ترکی استانبولی: Mehmet Ali Birand; ۹ دسامبر ۱۹۴۱ – ۱۷ ژانویهٔ ۲۰۱۳) روزنامه‌نگار، مفسّر و نویسنده سیاسی اهل ترکیه بود. وی بین سال‌های ۱۹۶۴ تا ۲۰۱۳ میلادی فعالیت می‌کرد.